# 種山村
種山村（たねやまむら）は、かつて熊本県八代郡にあった村。

## 歴史
- 1923年（大正12年）11月1日 - 南種山村、北種山村、小浦村が合併して種山村が発足。
- 1955年（昭和30年）2月1日 - 河俣村と合併して、東陽村が発足。同日、種山村廃止。

## 教育

### 小学校
- 種山村立種山小学校（2013年（平成25年）に他2校と統合して八代市立東陽小学校になる）
  - 内ノ木場分校（同上）

### 中学校
- 種山村立種山中学校（1969年（昭和44年）に他1校と統合して八代市立東陽中学校(当時：東陽村立)になる）